# Claviger nebrodensis
Claviger nebrodensis é uma espécie de inseto do gênero Claviger, pertencente à família Formicidae.